# رده‌بندی رکابزن جوان در تور دو فرانس
رده‌بندی رکابزن جوان یکی از مسابقات جانبی تور دو فرانس است که از سال ۱۹۷۵ آغاز شده‌است. از سال ۱۹۷۵ تاکنون به استثنای سال‌های ۱۹۸۹ تا ۱۹۹۹، صدرنشین رده‌بندی رکابزن جوان، پیراهن سفید به تن می‌کند. نحوهٔ تعیین رکابزنان جوان در سال‌های گوناگون، متفاوت بوده‌است؛ ولی همواره رکابزنان باتجربه مجاز به حضور در این رده‌بندی نبوده‌اند. برای نمونه، عبور از مرز سنی مشخص، حضور در دوره‌های پیشین تور یا فعالیت حرفه‌ای به مدت بیش از دو سال باعث خروج رکابزنان از فهرست رکابزنان جوان می‌شده‌است. در سال‌های اخیر تنها رکابزنان کوچکتر از ۲۶ سال به عنوان رکابزن جوان شناخته می‌شوند.

## تاریخچه
در سال‌های ۱۹۶۸ تا ۱۹۷۵ جایزهٔ پیراهن سفیدی در تور دو فرانس وجود داشت که به برندهٔ رده‌بندی ترکیبی (بهترین رکابزن در مجموع، مسابقهٔ امتیازی و کوهستان) داده می‌شد. در سال ۱۹۷۵ این رده‌بندی حذف شد و با رده‌بندی رکابزن جوان جایگزین شد. هر رکابزنی که کمتر از سه سال از فعالیت حرفه‌ایش گذشته‌بود، می‌توانست در این مسابقه شرکت کند. نحوهٔ رده‌بندی مشابه رده‌بندی اصلی بود. رهبر رده‌بندی رکابزن جوان پیراهن سفیدی را به تن می‌کرد.
قانون رده‌بندی رکابزن جوان در سال ۱۹۸۳ تغییر کرد و تنها رکابزنانی که برای نخستین بار در تور شرکت می‌کردند، قادر به حضور در آن بودند. ولی در سال ۱۹۸۷ چنین مقرر شد که رکابزنانی با سن کمتر از ۲۶ سال در روز ۱ ژانویهٔ سال بعد از تور، اجازهٔ شرکت در مسابقهٔ رکابزن جوان را داشته باشند. از سال ۱۹۸۹ تا ۱۹۹۹ مسابقه برقرار بود؛ ولی پیراهن سفید اهدا نمی‌شد. از سال ۲۰۰۰ تاکنون پیراهن سفید به رهبر رده‌بندی داده می‌شود.

## برندگان
از سال ۱۹۷۵ که رده‌بندی رکابزن جوان معرفی شد، تاکنون ۳۶ رکابزن برندهٔ آن شده‌اند. در چهار دوره، برندهٔ پیراهن سفید در رده‌بندی اصلی نیز به پیروزی رسیده است که شامل لوران فینیون در ۱۹۸۳، یان اولریش در ۱۹۹۷، آلبرتو کونتادور در ۲۰۰۷ و اندی اشلک در ۲۰۱۰ است. تنها رکابزنی که در یک دوره، برندهٔ رده‌بندی رکابزن جوان و رده‌بندی کوهستان شد، نایرو کینتانا در سال ۲۰۱۳ بود. تنها رکابزنانی که در بیش از یک دوره، برندهٔ رده‌بندی رکابزن جوان شدند، مارکو پانتانی (۲ بار)، یان اولریش (۳ بار)، اندی اشلک (۳ بار) و نایرو کینتانا (۲ بار) بودند.